# Gubavce
Gubavce es un pueblo ubicado en la municipalidad de Medveđa, en el distrito de Jablanica, Serbia.

## Superficie
Posee una superficie de 7,897 kilómetros cuadrados.

## Demografía
Hasta 2011 la población era de 21 habitantes, con una densidad de población de 2,659 habitantes por kilómetro cuadrado.